# Campeonato de Fútbol de Rapa Nui
El Campeonato de Fútbol Adulto de Rapa Nui es el torneo oficial de fútbol de categoría adulta jugado en la isla de Rapa Nui.
A lo largo de su historia ha tenido múltiples formatos y cantidades de clubes participantes. En el año 2024 hubo dos campeonatos, un Torneo de Apertura (jugado entre mayo y septiembre) y un Torneo Clausura (jugado entre octubre y diciembre). El Campeonato de Apertura tuvo siete participantes, los cuales jugaron un todos contra todos de dos vueltas, seguido de un final four. Por otra parte, el de Clausura contó con seis participantes y tuvo el mismo formato de competición que el Campeonato de Apertura.
Todos los partidos del campeonato son jugados en el Estadio Koro Paina Kori, ubicado en Hanga Roa, Rapa Nui.
El actual campeón del torneo es FC Moeroa, histórico club de la isla.

## Equipos participantes

### Clubes participantes del Campeonato de Clausura 2024[3]
En el Campeonato de Clausura 2024 jugaron seis equipos, los cuales fueron:
- FC Moeroa
- Tahai FC
- Hoe Vaka FC
- Hanga Roa FC
- Mataveri Rapa Nui A (primer equipo)
- Mataveri Rapa Nui B (segundo equipo)

### Clubes participantes en ediciones anteriores[2][5][6][7][8][9]
En ediciones anteriores han jugado otros equipos. Entre esos se encuentran los siguientes:
- Harorepa FC (última participación: Apertura 2024)
- Vai Ara Tea (última participación: Apertura 2024)
- Mata O Te Rapa Nui (última participación: Clausura 2023)
- Aito FC (última participación: Clausura 2022)
- Hetu'u Ave Ave (última participación: Clausura 2022)
- CD Tangaroa (última participación: Apertura 2022. Antes se llamaba Aku Aku)
- Moana CF (última participación: Clausura 2021. Antes se llamaba Universidad de Chile Rapa Nui. También jugó en algún momento su segundo equipo)
- Vélez Sarsfield Rapa Nui (última participación: Clausura 2021)
- Kaveheke (última participación: Apertura 2021)

## Historial (entre 1977 y 2024)
| Torneo        | Campeón                       | Subcampeón                    |
| ------------- | ----------------------------- | ----------------------------- |
| 1977          | FC Moeroa                     |                               |
| 1999          | Okamiro FC                    |                               |
| 2004          | FC Moeroa                     |                               |
| 2009          | FC Moeroa                     |                               |
| 2010          | FC Moeroa                     |                               |
| 2011          | FC Moeroa                     |                               |
| 2012          | FC Moeroa                     |                               |
| 2013          | FC Moeroa                     |                               |
| 2014          | Hoe Vaka FC                   | FC Moeroa                     |
| 2015          | FC Moeroa                     | Hanga Roa FC                  |
| 2016          | FC Moeroa                     |                               |
| 2017          | FC Moeroa                     |                               |
| 2018          | FC Moeroa                     | Tahai FC                      |
| 2020-21       | Universidad de Chile Rapa Nui | FC Moeroa                     |
| Apertura 2021 | FC Moeroa                     | Universidad de Chile Rapa Nui |
| Clausura 2021 | FC Moeroa                     | Hanga Roa FC                  |
| Apertura 2022 | Tahai FC                      | FC Moeroa                     |
| Clausura 2022 | Vai Ara Tea                   | Hoe Vaka FC                   |
| Apertura 2023 | Harorepa FC                   | Hanga Roa FC                  |
| Clausura 2023 | FC Moeroa                     | Hanga Roa FC                  |
| Apertura 2024 | Tahai FC                      | FC Moeroa                     |
| Clausura 2024 | FC Moeroa                     | Tahai FC                      |

## Títulos por equipo
| Club                          | Campeón | Subcampeón | Temp. Campeón                                                                                    | Temp. Subcampeón              |
| ----------------------------- | ------- | ---------- | ------------------------------------------------------------------------------------------------ | ----------------------------- |
| FC Moeroa                     | 15      | 4          | 1977, 2004, 2009, 2010, 2011, 2012, 2013, 2015, 2016, 2017, 2018, A-2021, C-2021, C-2023, C-2024 | 2014, 2020-21, A-2022, A-2024 |
| Tahai FC                      | 2       | 2          | A-2022, A-2024                                                                                   | 2018, C-2024                  |
| Hoe Vaka FC                   | 1       | 1          | 2014                                                                                             | C-2022                        |
| Universidad de Chile Rapa Nui | 1       | 1          | 2020-21                                                                                          | A-2021                        |
| Okamiro FC                    | 1       | 0          | 1999                                                                                             |                               |
| Vai Ara Tea                   | 1       | 0          | C-2022                                                                                           |                               |
| Harorepa FC                   | 1       | 0          | A-2023                                                                                           |                               |
| Hanga Roa FC                  | 0       | 4          |                                                                                                  | 2015, C-2021, A-2023, C-2023  |